# Falla Corretgeria - Bany dels Pavesos

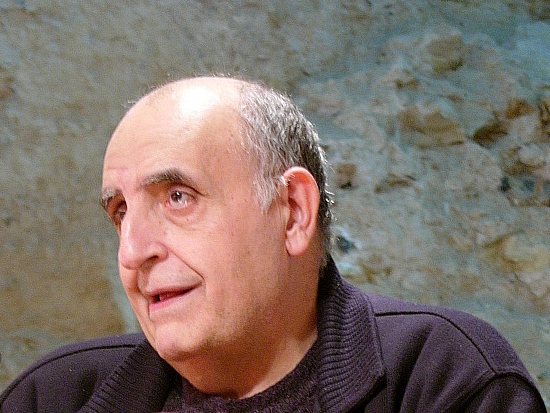
Joan Monleón va ser president de la falla Corretgeria - Bany dels Pavesos.

La Falla nº 50 Corretgeria - Bany dels Pavesos és una falla de la Ciutat de València, situada als carrers homònims. La seua seu social es troba al número 7 del carrer Bany dels Pavesos.
L'origen de la comissió fallera data de l'any 1871, any en què es plantaria un monument faller a l'actual demarcació de la falla.
Aquesta històrica falla no és una de les més espectaculars de la ciutat (no debades, no competeix en la categoria especial ni tampoc en alguna de les immediatament posteriors) però gràcies a la seua manera d'entendre la festa ha aconseguit nombrosos primers premis en les categories en què participa, especialment gràcies als monuments fets per Guillermo Rojas.
Entre les activitats culturals extra-falleres que organitzen, destaca el certamen de curtmetratges que organitzen en gener de cada any.
Tot i que l'activitat cultural més famosa sorgida d'aquesta falla va ser la realitzada pel grup musical Els Pavesos, agrupació musical de caràcter festiu formada per fallers de Corretgeria-Bany dels Pavesos (carrer este últim de qui prendrien el nom) i capitanejats pel showman Joan Monleón.